# Šmolzie
Šmolzie este o arie protejată (arie specială de conservare — SAC, sit de importanță comunitară — SCI) din Slovacia întinsă pe o suprafață de 67,86 ha, integral pe uscat.

## Localizare
Centrul sitului Šmolzie este situat la coordonatele 48°22′58″N 16°54′28″E / 48.382778°N 16.907778°E.

## Înființare
Situl Šmolzie a fost declarat sit de importanță comunitară în aprilie 2004 pentru a proteja 21 de specii de animale. Situl a fost protejat și ca arie specială de conservare în martie 2004.

## Biodiversitate
Situată în ecoregiunea panonică, aria protejată conține 3 habitate naturale: Lacuri eutrofice naturale cu vegetație de tip Magnopotamion sau Hydrocharition, Păduri mixte riverane de Quercus robur, Ulmus laevis și Ulmus minor, Fraxinus excelsior sau Fraxinus angustifolia, de-a lungul marilor râuri (Ulmenion minoris), Râuri cu maluri nămoloase cu vegetație de Chenopodion rubri p.p. și Bidention p.p..
La baza desemnării sitului se află mai multe specii protejate:
- păsări (13): lăcar mare (Acrocephalus arundinaceus), lăcar-de-rogoz (Acrocephalus schoenobaenus), erete vânăt (Circus cyaneus), lebădă de vară (Cygnus olor), egretă albă (Egretta alba), presură de stuf (Emberiza schoeniclus), lișiță (Fulica atra), stârc pitic (Ixobrychus minutus), pescăruș râzător (Larus ridibundus), grelușel-de-zăvoi (Locustella luscinioides), Locustella naevia, lăstun de mal (Riparia riparia), mărăcinar negru (Saxicola torquatus)
- amfibieni (2): buhai de baltă cu burta roșie (Bombina bombina), triton cu creastă dobrogean (Triturus dobrogicus)
- mamifere (1): castor (Castor fiber)
- nevertebrate (3): croitorul mare al stejarului (Cerambyx cerdo), Cucujus cinnaberinus, rădașcă (Lucanus cervus)
- pești (2): țipar (Misgurnus fossilis), boarță (Rhodeus sericeus amarus)

Pe lângă speciile protejate, pe teritoriul sitului au mai fost identificate 6 specii de plante, 4 specii de amfibieni, 5 specii de mamifere, 14 specii de nevertebrate, 3 specii de reptile.